# Elkalyce yerta
Elkalyce yerta är en fjärilsart som beskrevs av Hans Fruhstorfer. Elkalyce yerta ingår i släktet Elkalyce och familjen juvelvingar. Inga underarter finns listade i Catalogue of Life.